# 重慶戰鬥 (北洋政府時期)
重慶戰鬥發生於1921年8月7日，地點則是在中國川南。是北洋政府時期內戰之一，也是川軍內鬨。交戰兩方為川軍及邊防軍。戰鬥末了，川軍劉湘辭總司令，邊防軍賴心輝獲勝，劉湘辭總司令職，楊森率領川二軍退至萬縣。